# All for Nothing (Kensington)
"All for Nothing" is een nummer van de Nederlandse band Kensington. Het nummer werd uitgebracht op hun album Rivals uit 2014. Op 8 augustus van dat jaar werd het nummer uitgebracht als de tweede single van het album.

## Achtergrond
"All for Nothing" verscheen op het derde album van Kensington, Rivals genaamd, en was na "Streets" de tweede single van het album. Het album en deze single kwamen allebei uit op 8 augustus 2014. Het nummer diende tevens als titelsong van de film Bloedlink uit dat jaar. In de videoclip van het nummer, uitgebracht op 4 juli 2014, speelt de band het nummer in een tunnel, terwijl tussendoor beelden uit de film te zien zijn. De single bereikte uiteindelijk de 35e plaats in de Nederlandse Top 40, terwijl in de Single Top 100 de 51e plaats werd behaald. Ook in Vlaanderen werd het een kleine hit; hier kwam het tot de 47e positie in de Ultratop 50.

## Hitnoteringen

### Nederlandse Top 40
| Hitnotering: 30-08-2014 t/m 20-09-2014 | Hitnotering: 30-08-2014 t/m 20-09-2014 | Hitnotering: 30-08-2014 t/m 20-09-2014 | Hitnotering: 30-08-2014 t/m 20-09-2014 | Hitnotering: 30-08-2014 t/m 20-09-2014 | Hitnotering: 30-08-2014 t/m 20-09-2014 |
| Week                                   | 1                                      | 2                                      | 3                                      | 4                                      |                                        |
| -------------------------------------- | -------------------------------------- | -------------------------------------- | -------------------------------------- | -------------------------------------- | -------------------------------------- |
| Positie                                | 36                                     | 35                                     | 37                                     | 39                                     | uit                                    |

### Single Top 100
| Hitnotering week 1 t/m 3: 12-07-2014 t/m 26-07-2014 Hitnotering week 4 t/m 18: 09-08-2014 t/m 15-11-2014 | Hitnotering week 1 t/m 3: 12-07-2014 t/m 26-07-2014 Hitnotering week 4 t/m 18: 09-08-2014 t/m 15-11-2014 | Hitnotering week 1 t/m 3: 12-07-2014 t/m 26-07-2014 Hitnotering week 4 t/m 18: 09-08-2014 t/m 15-11-2014 | Hitnotering week 1 t/m 3: 12-07-2014 t/m 26-07-2014 Hitnotering week 4 t/m 18: 09-08-2014 t/m 15-11-2014 | Hitnotering week 1 t/m 3: 12-07-2014 t/m 26-07-2014 Hitnotering week 4 t/m 18: 09-08-2014 t/m 15-11-2014 | Hitnotering week 1 t/m 3: 12-07-2014 t/m 26-07-2014 Hitnotering week 4 t/m 18: 09-08-2014 t/m 15-11-2014 | Hitnotering week 1 t/m 3: 12-07-2014 t/m 26-07-2014 Hitnotering week 4 t/m 18: 09-08-2014 t/m 15-11-2014 | Hitnotering week 1 t/m 3: 12-07-2014 t/m 26-07-2014 Hitnotering week 4 t/m 18: 09-08-2014 t/m 15-11-2014 | Hitnotering week 1 t/m 3: 12-07-2014 t/m 26-07-2014 Hitnotering week 4 t/m 18: 09-08-2014 t/m 15-11-2014 | Hitnotering week 1 t/m 3: 12-07-2014 t/m 26-07-2014 Hitnotering week 4 t/m 18: 09-08-2014 t/m 15-11-2014 | Hitnotering week 1 t/m 3: 12-07-2014 t/m 26-07-2014 Hitnotering week 4 t/m 18: 09-08-2014 t/m 15-11-2014 | Hitnotering week 1 t/m 3: 12-07-2014 t/m 26-07-2014 Hitnotering week 4 t/m 18: 09-08-2014 t/m 15-11-2014 | Hitnotering week 1 t/m 3: 12-07-2014 t/m 26-07-2014 Hitnotering week 4 t/m 18: 09-08-2014 t/m 15-11-2014 | Hitnotering week 1 t/m 3: 12-07-2014 t/m 26-07-2014 Hitnotering week 4 t/m 18: 09-08-2014 t/m 15-11-2014 | Hitnotering week 1 t/m 3: 12-07-2014 t/m 26-07-2014 Hitnotering week 4 t/m 18: 09-08-2014 t/m 15-11-2014 | Hitnotering week 1 t/m 3: 12-07-2014 t/m 26-07-2014 Hitnotering week 4 t/m 18: 09-08-2014 t/m 15-11-2014 | Hitnotering week 1 t/m 3: 12-07-2014 t/m 26-07-2014 Hitnotering week 4 t/m 18: 09-08-2014 t/m 15-11-2014 | Hitnotering week 1 t/m 3: 12-07-2014 t/m 26-07-2014 Hitnotering week 4 t/m 18: 09-08-2014 t/m 15-11-2014 | Hitnotering week 1 t/m 3: 12-07-2014 t/m 26-07-2014 Hitnotering week 4 t/m 18: 09-08-2014 t/m 15-11-2014 | Hitnotering week 1 t/m 3: 12-07-2014 t/m 26-07-2014 Hitnotering week 4 t/m 18: 09-08-2014 t/m 15-11-2014 | Hitnotering week 1 t/m 3: 12-07-2014 t/m 26-07-2014 Hitnotering week 4 t/m 18: 09-08-2014 t/m 15-11-2014 |
| Week | 1 | 2 | 3 | | 4 | 5 | 6 | 7 | 8 | 9 | 10 | 11 | 12 | 13 | 14 | 15 | 16 | 17 | 18 | |
| --- | --- | --- | --- | --- | --- | --- | --- | --- | --- | --- | --- | --- | --- | --- | --- | --- | --- | --- | --- | --- |
| Positie                                                                                                  | 58 | 79 | 93 | uit | 98 | 61 | 67 | 69 | 63 | 65 | 64 | 59 | 51 | 65 | 66 | 74 | 65 | 76 | 91 | uit |

### NPO Radio 2 Top 2000
| Nummer met noteringen in de NPO Radio 2 Top 2000 | '14  | '15 | '16 | '17 | '18 | '19 | '20  | '21  | '22  | '23  | '24  |
| ------------------------------------------------ | ---- | --- | --- | --- | --- | --- | ---- | ---- | ---- | ---- | ---- |
| All for Nothing                                  | 1428 | 231 | 442 | 807 | 982 | 886 | 1217 | 1182 | 1360 | 1738 | 1909 |

1. ↑  Een vetgedrukt getal geeft de hoogste notering aan.
2. ↑  2014 was het eerste jaar met een notering voor dit nummer.

Eloi Youssef · Casper Starreveld · Niles Vandenberg · Jan Haker